# Делегатська вулиця (Київ)
Делега́тська ву́лиця — зникла вулиця, що існувала в Шевченківському районі міста Києва, місцевість Лук'янівка. Пролягала від вулиці Маршала Будьонного (нині — Багговутівська вулиця) до Овруцької вулиці (у 1950-х роках — до вулиці Пугачова).

## Історія
Вулиця виникла у середині XX століття під назвою Нова. Назву Делегатська вулиця набула 1955 року. Ліквідована у 1980-х роках у зв'язку з переплануванням місцевості.